# Oswaldo Estéfano Escobar Aguilar
Oswaldo Estéfano Escobar Aguilar OCD (ur. 20 maja 1968 w Chiapas) – salwadorski duchowny katolicki, biskup Chalatenango od 2016.

## Życiorys

### Prezbiterat
19 marca 1996 otrzymał święcenia kapłańskie w zakonie karmelitów bosych. Przez wiele lat pracował w placówkach formacyjnych dla przyszłych zakonników. W latach 2013–2016 kierował środkowoamerykańską prowincją zakonną, a w latach 2014–2016 był też przewodniczącym krajowej Konferencji Przełożonych Zakonnych.

### Episkopat
14 lipca 2016 papież Franciszek mianował go ordynariuszem diecezji Chalatenango. Sakry udzielił mu 1 października 2016 biskup Luis Morao Andreazza.